# Unedogemmula
Unedogemmula is een geslacht van weekdieren uit de klasse van de Gastropoda (slakken).

## Soorten
- Unedogemmula deshayesii (Doumet, 1840)
- Unedogemmula unedo (Kiener, 1839)